# Leonardo Bello
Leonardo Maria Bello OFM (ur. 16 sierpnia 1882 w Motta di Livenza, zm. 27 listopada 1944 w Rzymie) − włoski franciszkanin, generał Zakonu Braci Mniejszych w latach 1933–1944.

## Życiorys
Urodził się 16 sierpnia 1882 w Motta di Livenza w Prowincji Treviso na północy Włoch. Do franciszkanów wstąpił w 1897 roku w prowincji weneckiej. Po ukończeniu studiów filozoficzno-teologicznych został wyświęcony na kapłana w 1905 roku. Władze zakonne powierzyły mu urząd wychowawcy i lektora. Był prowincjałem w swojej macierzystej prowincji zakonnej. W 1933 wybrano go ministrem generalnym Zakonu Braci Mniejszych. W liście De Beata Maria Virgine omnium gratiarum Mediatrice z 9 stycznia 1937 promował obchodzenie święta Matki Bożej Pośredniczki Wszelkich Łask. Obchód ten zaaprobował dla Zakonu Franciszkańskiego papież Pius XI. W 1938 generał Bello przyczynił się do powstania Komisji Skotystycznej w Rzymie. W czasie II wojny światowej publicznie polecił cały zakon opiece Matki Bożej w bazylice św. Antoniego z Padwy na Eskwilinie (8 grudnia 1942). Będąc generałem, został przez Stolicę Apostolską wyznaczony wizytatorem w męskim zgromadzeniu zakonnym guanellianów. Zmarł niespodziewanie 27 listopada 1944 w Rzymie, będąc generałem.
W Rzymie, w dzielnicy Appio-Pignatelli, dedykowano jeden z placów miejskich o. Leonardo Bello.